# Revolution (canción)
«Revolution»  es una canción de la banda británica de rock The Beatles, compuesta por John Lennon y publicada en dos diferentes versiones en 1968. La primera versión se grabó en las sesiones del álbum The Beatles, el 30 de mayo de 1968. Era una canción lenta de blues, armonizada y arreglada con instrumentos de viento-metal, esta canción no se consideró lo suficientemente comercial para ser publicada como sencillo. Liderada por Lennon, otra versión de la canción fue grabada en julio del mismo año, esta vez era más rápida, sonando como hard rock y con guitarras distorsionadas. "Revolution" se lanzó como el lado B de "Hey Jude" el 26 de agosto de 1968 en los Estados Unidos y el 30 de agosto en el Reino Unido, mientras que la versión lenta, llamada "Revolution 1", apareció tres meses después en el álbum The Beatles, popularmente conocido como el White Album —Álbum Blanco—.
"Revolution" es la primera canción de The Beatles en hablar abiertamente de la política. Se desarrolla en un contexto político-social, particularmente de los movimientos de 1968, y es la respuesta de Lennon a los diversos grupos revolucionarios que exigían un apoyo financiero y moral. La letra expone que toda revolución, según su autor, debe partir desde una base pacifista.
Con "Revolution", Lennon comenzó su compromiso político y otros valores como promover el pacifismo, esto seguiría siendo reflejado en "Give Peace a Chance" e "Imagine", que grabó en solitario.
El White Album también contiene la canción "Revolution 9", un largo collage sonoro experimental creado por John Lennon y su esposa Yoko Ono (a partir de la grabación de "Revolution 1"), que consiste en un mensaje resumido de las palabras de Lennon.

## Origen de la canción
En 1968, la juventud occidental estaba en crisis. Desde el "Verano del amor" de 1967, las protestas, en particular contra la guerra de Vietnam, se produjeron en gran medida. Una serie de acontecimientos políticos y sociales sacudieron al mundo occidental. En los Estados Unidos, Benjamin Spock fue condenado por alta traición a dos años en prisión a causa de su lucha contra el servicio militar obligatorio. El 4 de abril fue asesinado Martin Luther King, figura emblemática de la no violencia. La Universidad de Columbia, estaba ocupada por una organización de estudiantes que luchaban por una Sociedad Democrática, quienes finalmente fueron evacuados por la fuerza, también en México, hubo revueltas juveniles en ese año, aunque en fechas posteriores a su publicación, exactamente el 2 de octubre, esa revuelta se conoce como la Matanza de Tlatelolco . En Alemania, las tensiones académicas pudieron poner en peligro el equilibrio de los bloques oriental y occidental. También era la época de la Primavera de Praga.
En Inglaterra, existieron distintas revueltas organizadas por estudiantes, comenzando en la prestigiosa Escuela de Economía de Londres. La Universidad de Birmingham fue ocupada por un grupo de estudiantes en enero. El mes siguiente, ocurrió lo mismo en Leicester. El 17 de marzo, 25 000 personas se manifestaron en Grosvenor Square contra la Embajada de los Estados Unidos, un evento en el que Mick Jagger, líder de The Rolling Stones, participó. Al mismo tiempo, el movimiento de mayo de 1968 nació en Francia, cerca de Nanterre.
John Lennon comenzó a escribir "Revolution" a finales del invierno de 1967, mientras todavía se encontraba en Rishikesh, India, para sus lecciones de meditación. Se limitó a seguir los acontecimientos desde su casa en la televisión y en periódicos. "Revolution" es la primera canción abiertamente política de The Beatles. De hecho, Brian Epstein, mánager de la banda, siempre había estado en contra de que se manifestaran políticamente, una prohibición que se extendió a las letras de las canciones. Cuando Epstein murió el 27 de agosto de 1967, sin duda precipitó las cosas, porque, como dijo John Lennon en 1970: "Quise decir lo que pensaba de la revolución. Sentí que era hora de hablar, era hora de por fin responder a las preguntas sobre la guerra de Vietnam".
Cuando se le preguntó si la canción fue inspirada en la que se había convertido en su compañera en la primavera de 1968, Yoko Ono, Lennon durante una entrevista con la revista Playboy en 1980, respondió: "Ella me ha inspirado en casi todas mis creaciones. No es que las canciones estén inspiradas en ella, sino que ella es mi inspiración. El discurso de 'Revolution' es mío".

## Grabación

### Primera versión: "Revolution 1"
Al regresar de su viaje a Rishikesh en el ashram del Maharishi Mahesh Yogi, The Beatles se reunieron en la casa del guitarrista George Harrison en Esher, Surrey, para ensayar y reproducir las cintas (demos) de las canciones compuestas en la India. "Revolution 1" fue la primera canción grabada para el White Album. A partir del 30 de mayo de 1968, comenzaron las grabaciones en los estudios de EMI en Abbey Road, y John Lennon comenzó a trabajar en el título de la canción. Yoko Ono estuvo por primera vez junto a su futuro esposo en el estudio, literalmente en medio del grupo. Permanecería allí hasta la separación de la banda. Desde el principio, su influencia en la música y en las letras de canciones de John Lennon eran vistas como una molestia por los otros Beatles y todos los que trabajaban con ellos en el estudio.
Dieciocho tomas de "Revolution" fueron grabadas en la tarde del 30 de mayo de 1968. La última toma consistió en un largo jam de más de 10 minutos, cuando John Lennon llegó a la conclusión diciendo: "Ok, I've had enough! (Bueno, he tenido suficiente!). Estas pistas sirvieron como base para crear dos canciones del álbum: "Revolution 1" y "Revolution 9".
En los estudios de EMI, las sesiones de grabación comenzaron a ser un caos "puro e incontrolable". A partir de la pista base (John Lennon y George Harrison en la guitarra acústica, Paul McCartney en el piano, Ringo Starr a la batería) las grabaciones de la canción comenzaron en la noche del 30 y el 31 de mayo de 1968. Primero se agregaron distintos overdubs que consistían en la voz de Lennon, el bajo de McCartney, los coros de Harrison y McCartney, y el "waoum shoobidoo wap" en los coros. La sesión del 4 de junio de 1968 sería memorable. John Lennon, que quería que su voz sonara diferente, alargó su voz utilizando tecnología del estudio. El asistente de ingeniero Brian Gibson dijo: "John decidió que se iba a sentir mejor cantando en decúbito supino. Así que tuve que quitar el sonido de un micrófono. Ciertamente era algo excéntrico y extraño, pero se siguió buscando un sonido diferente, algo nuevo...". McCartney y Harrison participaron en un coro en la voz de falsete en la que repetía "mama, papa, mama, papa". Diversos instrumentos de percusión se añadieron, el órgano, un largo solo de guitarra de Harrison, diversas modificaciones de la voz y dos bucles de sonido, creando de esa manera la toma 20 de la canción. A pesar de todo, nada de este material sería y solo los primeros 4 minutos de la toma 20 fueron utilizados para hacer "Revolution 1" del White Album, mientras que el resto sería recuperado por John Lennon y Yoko Ono para crear "Revolution 9".
"Revolution 1", que termina en fade-out, fue completada el 21 de junio de 1968, aunque Paul McCartney no colaboró en esta última grabación debido a que se encontraba en los Estados Unidos La duración de la mezcla final fue reducida y se incluyó la sección de vientos, cuatro trombones y dos trompetas. George Harrison añadió una última parte de la guitarra eléctrica para así dar por terminada la canción en la toma 22. También ese día John Lennon grabó la famosa frase "number nine, number nine" para "Revolution 9", canción en la que había trabajado en los días anteriores con Yoko Ono.

### Controversia de editarla como sencillo
John Lennon insistió en editarla como sencillo, pero se enfrentó a la oposición de los otros Beatles —Paul McCartney y George Harrison— que consideraban que la lentitud de la canción era perjudicial, opinando que el sencillo no sería comercial. Lennon dijo:

"La primera grabación de 'Revolution'[...] Bueno, George y Paul estaban llenos de odio hacia la canción. Decían que no era lo suficientemente rápida. Puede que hayan tenido razón en que no iba a ser un éxito o quizás estaban equivocados. No le dieron una oportunidad para que tal vez fuera disco de oro."[cita requerida]

## Versiones

### Revolution
La primera versión de "Revolution" fue lanzada (aunque fue la última que se registró) como lado B del sencillo "Hey Jude", a finales de agosto de 1968. El sencillo alcanzó el lugar 12 en los Estados Unidos. 
Producto de las sesiones de grabación del disco The Beatles (también conocido como The White Album), "Revolution" incluía guitarras distorsionadas y un solo de piano eléctrico por el músico de sesión Nicky Hopkins. Este tema se dice que es uno de los más fuertes y agresivos de The Beatles, comenzando abruptamente con una guitarra con sonido muy fuerte, interpretado por John Lennon, un trueno, comprimido ritmo del tambor de Ringo Starr y un grito feroz de Lennon (el grito era una overdub añadido cuando Lennon doblaba su voz. Paul McCartney interpretó el grito en la semi-presentación en vivo de la película promocional porque Lennon no pudo entregar el grito y recuperar el aliento de nuevo a tiempo para cantar en el primer verso). 
La forma musical es un rock simple y de progresión con acordes de rollo, pero de elementos altamente procesados y enfoque hiperbólico distinguido en casi toda la pista. El sonido de "Revolution" es a menudo citado como presagio del heavy metal. "Revolution" apareció más tarde en el álbum recopilatorio de 1970 Hey Jude, creado para el mercado de Estados Unidos y el 30 de julio de 2003 el DJ le puso una canción de "Revolution" en el concierto benéfico Molson Canadian Rocks for Toronto.

### Revolution 1
"Revolution 1" fue grabada entre el 30 de mayo y 4 de junio de 1968, alrededor de 6 semanas antes de "Revolution" (lado B del sencillo "Hey Jude"), pero fue lanzada cerca de tres meses después en el álbum The Beatles. Lennon quería que fuera lanzada como un sencillo, pero otros miembros del grupo dijeron que era demasiado lenta como para publicarla en ese formato. 
Lennon, un poco irritado, resolvió remezclar la canción en una versión alta y estridente como ninguna otra que The Beatles hubiera lanzado antes. En búsqueda de un muy distorsionado sonido de la guitarra que conecte directamente en la consola de grabación, la sobrecarga del canal, y el tono altamente distorsionado dejó muy satisfecho a Lennon y se convirtió en el sonido característico de la versión del álbum.

### Revolution 9
"Revolution 9" es un collage sonoro que apareció junto con "Revolution 1" en el White Album. No se puede tratar como una canción ya que es una mezcla de más de cien sonidos que Lennon y su pareja Yoko Ono elaboraron. Se trata de un tema principalmente experimental y concreto. De todas las composiciones del grupo que pertenecieron a un álbum, esta es la más larga con una duración de 8:22.

## Créditos
«Revolution»
- John Lennon: voz principal y coros, guitarra rítmica, guitarra solista (Epiphone Casino) y palmas.
- Paul McCartney: bajo (Rickenbacker 4001s), palmas y coros.
- George Harrison: guitarra principal (Gibson Les Paul Standard).
- Ringo Starr: batería (Ludwig Super Classic).
- Nicky Hopkins: piano eléctrico (Höhner Pianet C).

«Revolution 1»
- John Lennon: voz principal y coros, guitarra eléctrica (Epiphone Casino), guitarra acústica (Gibson J-160e).
- Paul McCartney: piano (Hamburg Steinway Baby Grand), bajo (Rickenbacker 4001s), órgano (Hammond L-100) y coros.
- George Harrison: guitarra eléctrica (Fender Stratocaster "Rocky") y coros.
- Ringo Starr: batería (Ludwig Super Classic) y pandereta.
- Yoko Ono - efectos de sonido, washboard.
- Derek Watkins - trompeta
- Freddy Clayton - trompeta
- Don Lang - trombón
- Rex Morris - trombón
- J. Power - trombón
- Bill Povey - trombón
- George Martin - conteo

Sección de metales: arreglado y dirigido por George Martin (con John Lennon).

## Posición en las listas
| Año  | País           | Lista             | Posición | Semanas N.º 1 | Semanas en lista |
| ---- | -------------- | ----------------- | -------- | ------------- | ---------------- |
| 1968 | Estados Unidos | Billboard Hot 100 | 12       | —             | 11               |
| 1968 | Estados Unidos | Record World      | 2        | —             |                  |
| 1968 | Estados Unidos | Cash Box          | 11       | —             |                  |